# Karlo
Karlo je moško osebno ime.

## Izvor imena
Ime Karlo je različica moškega osebnega imena Karel.

## Pogostost imena
Po podatkih Statističnega urada Republike Slovenije je bilo na dan 31. decembra 2007 v Sloveniji število moških oseb z imenom Karlo: 359.

## Osebni praznik
Osebe z imenom Karlo lahko godujejo takrat kot osebe z imenom Karel.